# Выползшее из деревянных вещей
«Выползшее из деревянных вещей» (англ. The Outer Limits: It Crawled Out of the Woodwork) — телефильм, 11 серия 1 сезона телесериала «За гранью возможного» 1963—1965 годов. Режиссёр: Герд Освальд. В ролях — Скотт Марлоу, Кент Смит, Барбара Луна, Майкл Форест, Джоан Камден.
По мнению Дэвида Шоу, серия получилась «необычно структурированной и укомплектованной трудными для понимания персонажами», зрителям сложно добраться до аллегорического послания, которое заложено в эпизоде, и которое парадоксальным образом является очевидным — «предостережением против разрушительного потенциала ядерной энергии».

## Сюжет
Его зовут Уоррен Эдгар Морли. В течение прошлых шести месяцев он охранял эти ворота от восьми утра до шести вечера, в каковое время его сменял другой сторож. Теперь о нескольких мгновениях его жизни.
Охранник в воротах N.O.R.C.O., научного исследовательского центра, ведет себя бесцеремонно и грубо с братьями Питерс, когда они подъезжают, даже при том, что Стюарт приехал устраиваться на работу в компании. Происходит нечто странное, охрана подсовывает братьям спичечный коробок, на котором было небрежно нацарапано: «Не возвращайтесь, N.O.R.C.O. обречен.» Когда братья уезжают, возникает чудовищный энергетический взрыв, и охрана распадается на атомы.
На следующий день в N.O.R.C.O. Стюарт встречает своего босса, главного ученого доктора Блока, и упоминает эту надпись на коробке, которую Блок отметает с негодованием. Блок направляет Стюарта работать в лаборатории с другим сотрудником, доктором Стефани Линден. Линден приказывает, чтобы Стюарт вошел в смежный коридор и запирает его там, выпуская в коридор уродливое Энергетическое Существо.
Проходит день, и, когда Стюарт не возвращается, его брат Джерри начинает волноваться, поделившись проблемой с его подругой, Гэбби. Однако, когда Стюарт вновь появляется, между братьями происходит стычка и Стюарт падает в ванне, где он умирает от удара электротоком. Оказывается, что в Стюарте находился кардиостимулятор, которого у него не было, когда братья прибыли в N.O.R.C.O.
Полицейские занимаются расследованием и сержант полиции Сиролео сталкивается лицом к лицу с Блоком в N.O.R.C.O. Когда Блок уходит, Линден рассказывает правду: существо, состоящее из энергии, сформировалось случайно. Оно может поглотить любого при контакте, и оно столь опасное, что те, кто сталкивается с ним вблизи, немедленно погибают. Доктор Блок нашел способ управлять существом и держит его взаперти в то время, как он пытается изучать монстра. Когда другие ученые потребовали ликвидировать энергетическое создание, Блока напугал их до смерти Существом, а затем вернул их к жизни с кардиостимуляторами, которые прекратят функционировать, если Блок направит это существо, чтобы оно только приблизилось к ним.
Доктор Блок вновь появляется с оружием в руках, и, держа Сиролео и Линден под прицелом, выпускает Энергетический Ужас. Сиролео, однако, выхватывает свой пистолет и стреляет в Блока. Теперь он, Линден и Питерс должны оказаться перед Энергическим Существом.
Закон сохранения энергии гласит: энергия не может возникнуть из ничего и не может исчезнуть в никуда, она может только переходить из одной формы в другую. И это верно для любой энергии — энергии гения, безумия, сердца, атома... И, таким образом, с ней нужно жить. Она должна управляться, и быть направленной на хорошее, изолироваться от зла… и, так или иначе, быть мирной.